# 페낭 FC
피낭 FA(말레이어: Penang Persatuan Bola Sepak Pulau Pinang)는 피낭주를 연고로 하는 말레이시아의 축구 클럽이다. 1920년에 비공식적으로 창단 되었으며1921년 10월 21일 공식적으로 창단되었다. 2018년 현재 말레이시아 축구 2부 리그인 말레이시아 프리미어리그에 출전하고 있다. 홈 구장은 피낭 주 경기장을 사용하며 수용 인원은 40,000명이다. 구단의 최대 라이벌은 말레이시아 북부 지역의 숙적인 크다 FA이다.
2014년 대한민국 미드필더 이길훈이 12골로 구단 내 최다 득점자로 활약 하였다. 2018년 대한민국 미드필더 강승조가 합류 하였다.

## 수상

### 국내 대회

#### 리그
- 말레이시아 슈퍼리그 (1부)

- 우승 (3) : 1982, 1998, 2001
- 준우승 (3) : 1983, 1999, 2000

- 말레이시아 프리미어리그 (2부)

- 준우승 (2) : 1992, 2015

- 말레이시아 FAM리그 (3부)

- 우승 (5) : 1952, 1955, 1956, 1957, 2013
- 준우승 (3) : 1961, 1962, 1968

#### 컵
- 말레이시아컵

- 우승 (4) : 1953, 1954, 1958, 1974
- 준우승 (9) : 1934, 1941, 1950, 1952, 1962, 1963, 1968, 1969, 1977

- 말레이시아 FA컵

- 우승 (1) : 	2002
- 준우승 (2) : 1997, 2000

## 선수 명단

### 현역
참고: FIFA 자격 규정에 따라 소속된 국가대표팀 국기를 표시합니다. 선수는 복수의 FIFA 비회원국 국적을 가지고 있을 수 있습니다.
| 번호 | 포지션 | 국적 | 이름            |
| ---- | ------ | ---- | --------------- |
| 7    | MF     |      | 딜런 웬젤 홀스  |
| 9    | FW     |      | 로드리고 디아스 |
| 10   | MF     |      | 네토 올리베이라 |
| 17   | DF     |      | 라파엘 비토르   |

| 번호 | 포지션 | 국적 | 이름          |
| ---- | ------ | ---- | ------------- |
| -    | FW     |      | 스즈키 브루노 |

## 역대 감독
| 감독          | 임기   |
| ------------- | ------ |
| 노리잔 바카르 | 2005   |
| 완 로하이미   | 2024 ~ |

## 같이 보기
- 크다 FA

틀:페낭 FC 선수 명단